# Psilephydra sichuanensis
Psilephydra sichuanensis är en tvåvingeart som beskrevs av Zhang och Yang 2007. Psilephydra sichuanensis ingår i släktet Psilephydra och familjen vattenflugor. Inga underarter finns listade i Catalogue of Life.